# Borthwick
Borthwick je vesnice a farnost ve správní oblasti Střední Lothian ve Skotsku. Farnost zahrnuje hrad Borthwick z 15. století, který se nachází na východ od vesnice. Do farnosti patří i vesnice Gorebridge a North Middleton. Nedaleko je také Newtongrange, které spadá pod farnost Newbattle.
Farnost má k roku 2011 2 841 obyvatel

## Osobnosti
William Robertson (1721–1793), skotský historik, duchovní Skotské církve a ředitel Edinburské univerzity.